# Jolanta Chełstowska
Jolanta Chełstowska (ur. 1930, zm. 28 lutego 2013) – pedagog, dziennikarka, publicystka, autorka harcerskich książek i poradników metodycznych, w których upowszechniała formy, metody i techniki harcerskiego wychowania, harcmistrzyni.
W latach 40. zastępowa i drużynowa w Związku Harcerstwa Polskiego, następnie po jego rozwiązaniu hufcowa Hufca Organizacji Harcerskiej ZMP Warszawa-Ochota. Po 1956 aktywnie uczestniczyła w odbudowie harcerstwa, była członkinią Głównej Kwatery Harcerstwa (1958) i zastępczynią kierownika Działu Zuchów (1961–1962), następnie członkinią Komisji Instruktorskiej przy GK ZHP i delegatką na IV, V i VII Zjazd ZHP.
Ukończyła studia na Wydziale Dziennikarstwa Uniwersytetu Warszawskiego. Pracowała w redakcjach czasopism: „Nowej Wsi” (1951–1953), „Po Prostu” (1956–1957) i „Przyjaciółka” (1990–1992). W latach 1954–1956 była asystentką w Katedrze Filozofii Uniwersytetu Warszawskiego.
Była redaktor naczelną w Krajowej Agencji Wydawniczej. Brała czynny udział w tworzeniu prasy harcerskiej: była sekretarzem redakcji biuletynu „Zuchowe Wieści”, redaktor naczelną tygodnika „Motywy” (1978–1981) i „Drużyny” (1982–1991) oraz ukazujących się jako dodatki do „Motywów” – miesięczników „Drużyna – Zuchowe Wieści”, „Drużyna – Propozycje”, i „Drużyna – Na Tropie”.
Za swoją pracę została wyróżniona Honorową Odznaką Ofensywy Zuchowej (1960) i odznaczona Krzyżem Kawalerskim Orderu Odrodzenia Polski, Złotym i Srebrnym Krzyżem Zasługi, Medalem Komisji Edukacji Narodowej, Złotym Krzyżem za Zasługi dla ZHP.
Była żoną dziennikarza Stanisława Chełstowskiego i matką producenta telewizyjnego Waltera Chełstowskiego.

## Książki
- Jolanta Chełstowska: W drużynie zuchów. Cz. I. Warszawa: Wydawnictwo Harcerskie, 1959. Brak numerów stron w książce
- Jolanta Chełstowska, Mieczysław Siemieński: Twój zastęp. Warszawa: Horyzonty, 1967, 1969, 1972. Brak numerów stron w książce
- Jolanta Chełstowska: Na podwórku i gdzie indziej. Księga zabaw. Warszawa: Horyzonty, 1971, 1973. Brak numerów stron w książce
- Jolanta Chełstowska, Jerzy B. Klima: Najtrudniejszy pierwszy rok. Warszawa: Młodzieżowa Agencja Wydawnicza, 1981–1982, 1984. Brak numerów stron w książce
- Jadwiga Burska, Jolanta Chełstowska, Piotr Rządca, Jan Witkowicz: Sekrety dobrej drużyny. Warszawa: Młodzieżowa Agencja Wydawnicza, 1983, 1987, s. 324. ISBN 83-203-2704-0.
- Jolanta Chełstowska: Notatnik Iki. Warszawa: Młodzieżowa Agencja Wydawnicza, 1987, seria: Biblioteczka zastępowego. ISBN 83-203-2658-3. Brak numerów stron w książce